# 사이클릭샤

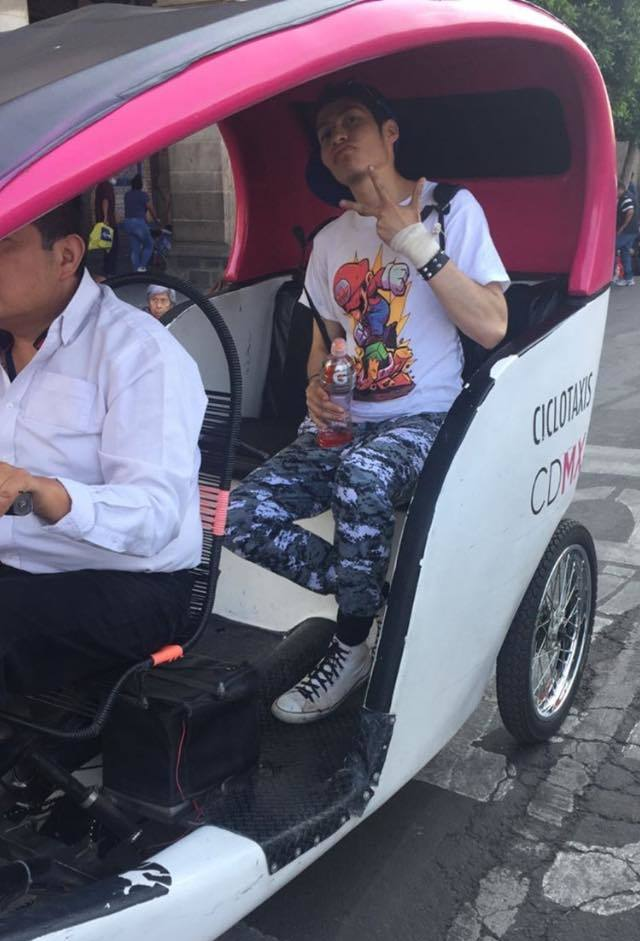
멕시코의 사이클릭샤

사이클릭샤(Cycle rickshaw)는 인력으로 2륜차 또는 3륜차로 여객을 운송하는 차량이다. 일반적으로 드라이버 이외에 1명 내지 2명의 승객을 태울 수 있게 되어 있다.

## 개요
사이클릭샤는 인력거를 개량 한 것이다. 자전거 택시 차량은 운전자의 다리 힘이 동력원이지만, 전기 모터의 힘을 보조적으로 사용하는 것도 있다. 차량은 3륜이 다수이다. 시이클릭샤는 아시아에서 널리 사용되고 있다. 사이클릭샤는 인력거의 대체 교통 수단으로 발달했다. 널리 보급하고 있는 아시아에서는 인력거는 농촌 지역에서의 이주 노동자의 중요한 일이 되고 있으나, 최근 경제 환경 친화적인 교통 수단으로 재인식되고 북아메리나카 유럽에서도 부활하는 사례가 많아졌다. 한국에서는 사이클릭샤가 교통 수단으로는 사용되지 않지만, 현재는 북촌 한옥마을과 같은 주요 관광지에서 관광용으로 운영되고 있다.

## 같이 보기
- 오토릭샤
- 인력거
- 릭샤
- 화물 자전거
- 사륜차
- 자전거
- 전기자전거
- 삼륜차